# Luís Aleluia
Luís Filipe Aleluia da Costa (Setúbal, 23 de fevereiro de 1960 – Lisboa, 23 de junho de 2023) foi um ator, encenador e escritor português, mais conhecido pelo seu papel de Menino Tonecas na série As Lições do Tonecas.

## Biografia
Cedo se interessou pelas Artes Performativas, tendo colaborado em diversos grupos de teatro amador, até ingressar na Companhia de Teatro de Animação de Setúbal, onde se profissionalizou e cumpriu o estágio. Depois, mudou-se para Lisboa, onde fixou residência. 
Ator com diversas intervenções em teatro e televisão, ganhou grande popularidade com a interpretação de "Menino Tonecas" — personagem pela qual ficaria especialmente conhecido — na série As Lições do Tonecas, emitida na RTP1 entre 1996 e 2000.
Premiado com diversas distinções pela sua atividade de actor, Luís Aleluia foi também autor, encenador e produtor de espetáculos, tendo criado, junto a Carlos Alfaiate, a empresa Cartaz - Produção de Espetáculos, que desde 1992 desenvolveu um importante trabalho no âmbito da descentralização.
“[…] Um bom conhecimento das suas qualidades revela-o um ator cómico de bom estilo sem recursos extravagantes ou exagerados […]” Varela Silva, in "prog. do espectáculo "Cá estão Eles", Lx.1987"
Com 10 anos de idade, pisa o palco pela primeira vez, integrado numa récita produzida pela Casa do Gaiato de Setúbal, instituição onde permaneceu até aos 16 anos.
Aos 17, adere ao grupo de teatro amador "Presença" e, enquanto estudante, participou como ator em vários trabalhos do grupo cénico da Escola Comercial de Setúbal, onde foi cofundador do GTL - Grupo Tempos Livres, uma organização estudantil virada para a ocupação dos tempos extracurriculares em atividades culturais, onde desenvolve intensa atividade criativa nas áreas da interpretação, dramaturgia e encenação teatral, utilizando como ferramentas do seu trabalho as matérias da disciplina de Teatro, que tomou como opção, no curso de Humanísticas.
Pelo relevo neste projeto, foi convidado pelo ator Carlos César, então diretor do Teatro de Animação de Setúbal, a integrar o elenco da Companhia, onde se profissionalizou e obteve a sua carteira profissional como ator de teatro, após o estágio.
Em setembro de 1982, é convidado pelo empresário Vasco Morgado a participar na revista à portuguesa "Há!… Mas são verdes", levada à cena no Teatro Variedades ao Parque Mayer, com textos de César de Oliveira, Rogério Bracinha, João Nobre e Manuel Correia. Este espetáculo estreia em janeiro do ano seguinte, com Camilo de Oliveira e Ana Zanatti a encabeçar o elenco e conta ainda com a participação de Luísa Barbosa, Anita Guerreiro, Luís Mascarenhas, Vítor Norte e Camacho Costa, entre outros, tendo sido bem referenciado pela crítica.
No mesmo ano, em setembro passa a integrar o elenco artístico do Teatro Maria Vitória, onde participa em mais duas revistas à portuguesa: "Quem me acaba o resto!" e "O Bem tramado!", tendo, nesta última, sido distinguido com o troféu da revista Nova Gente, atribuído na categoria de Revelação de Teatro Musicado - 1984.
Participa em múltiplas peças de teatro produzidas por companhias teatrais de itenerância, onde tem a oportunidade de trabalhar com diversos atores que considera importantes para o complemento da sua formação profissional, até criar a empresa de produção, a Cartaz - Produção de Espetáculos, que desde 1991 tem desenvolvido um importante trabalho de descentralização teatral, tanto em Portugal como em outros países da Europa, Canadá e Estados Unidos da América, junto das comunidades portuguesas aí radicadas.
Também na área do cinema e principalmente na da televisão, Luís Aleluia tem desenvolvido um percurso profissional de grande impacte pelas qualidades técnicas desenvolvidas, não só como ator, mas também como autor de textos dramáticos.
Participa pela primeira vez num programa de televisivo, na qualidade de ator convidado, num dos episódios da série Os Homens da Segurança, produzida pela Atlântida-Estúdios, empresa que o convidaria mais tarde para protagonizar uma série de 18 episódios intitulada Sétimo Direito, coprotagonizada por Henrique Santana, Lia Gama e Cláudia Cadima. Para a E.V. - Estúdios de televisão, e a convite do ator Nicolau Breyner, colabora em diversas peças de teatro e séries: Daqui fala o morto, O deslize de Isabel, O Cacilheiro do amor e o O posto, onde contracenou com prestigiados atores: Ruy de Carvalho, António Montez, José Raposo, entre outros.
Para a NBP - Nicolau Breyner, Produções, participa, em 1994, na telenovela Na Paz dos Anjos, no papel de "Fernandinho", com Armando Cortez, Rui Mendes, Fernanda Borsatti, João Perry, Catarina Avelar, Sofia Sá da Bandeira, Helena Laureano, Diogo Infante e Sofia Alves, entre outros, no elenco.
Haveria de participar, mais tarde, em outra telenovela, Filha do Mar — emitida pela TVI, em 2001 —, onde se destacou no papel de "Migalhas".
Com o encenador e produtor Filipe La Féria, intervém, como ator convidado, em dois programas da série Cabaret e, posteriormente, como protagonista, em quatro peças de teatro produzidas para o programa Comédias de Ouro, emitidas pela RTP: O Vison Voador, Por Favor, Matem a Minha Mulher,O Fusível e Paris Hotel.
Registam-se neste período outras participações em outros programas de televisão, entre os quais para a SIC — Sai da Minha Vida e "Os Malucos do Riso — e para a RTP — Companhia do Riso e Não És Homem, Não És Nada.
Apesar de todas estas intervenções em televisão, Luís Aleluia conseguiu maior popularidade pelo seu desempenho na série As Lições do Tonecas, cujo papel de protagonista desempenhou ao longo de quatro anos consecutivos (1996-2000), contracenando com o ator Morais e Castro, que nesta série assumia o papel de professor. 
O sucesso do programa haveria de conduzir à produção de um programa infantil intitulado O Recreio do Tonecas, que ocupou durante algum tempo a grelha de programação das tardes da RTP.
O programa As Lições do Tonecas está considerado como o de maior impacte da indústria da televisão portuguesa na década de 90 pelos resultados alcançados, tendo, inclusive servido de base a diversos estudos sociológios e ensaios, no campo universitário, alguns publicados. Beneficiando das retransmissões pela RTP Madeira, RTP Açores, RTP Internacional e RTP África, a série chegou a atingir a cifra de 25 milhões de espectadores.
Pelo desempenho e grande impacte profissional, Luís Aleluia viu distinguido o seu trabalho com diversos prémios destacando-se, entre outros, o Troféu Nova Gente, na categoria de Melhor Ator de Televisão - 1997.
A convite de Francisco Moita Flores e, para a empresa Antinomia, participou nas séries O Conde d'Abranhos, Alves dos Reis e O Processo dos Távoras. Participou, durante cinco anos consecutivos, como ator residente e coautor dos textos humorísticos nos programs da RTP Praça da Alegria e Portugal no Coração, com dezena e meia de figuras, com relevo para as personagens "Senhor engenheiro", "Irmãos Capela", "Donatina" e "Meias Solas".
Em 2013, também na RTP1, integra o elenco fixo da série Bem-Vindos a Beirais; no papel de "Cabo Júlio", na qual contracena com outros nomes importantes da cena portuguesa.
Em 2020/2021, regressa à televisão na SIC, ao integrar o elenco da 2.ª produção da série Golpe de Sorte, interpretando o "padre Alexandre Bento".
Luís Aleluia cursou Ciências da Comunicação na Faculdade de Ciências Sociais e Humanas na Universidade Nova de Lisboa. Foi ainda cooperador da Sociedade Portuguesa de Autores, sócio da GDA e foi também membro efetivo da direção da Casa do Artista durante três mandatos.
Foi encontrado sem vida numa garagem de sua propriedade no dia 23 de junho de 2023, pouco tempo depois de fazer uma referência ao humorista Raul Solnado numa publicação onde se lê “Façam o favor de serem felizes". Mais tarde — e sem nunca se referir à palavra "suicídio" —, a sua esposa, Zita Favretto, confirmou que o ator havia acabado com a própria vida.

## Vida pessoal
Luís Aleluia, casado com Zita Favretto, sua sócia e diretora de produção na Cartaz - Produção de Espetáculos. Em conjunto, tinham dois filhos adotivos, João e José, que à data da morte do ator tinham 17 e 20 anos, respetivamente.

## Carreira

### Teatro (ator)
- Tatipirum
- Há… Mas são Verdes
- Quem Me Acaba o Resto
- Andamos Todos ao Mesmo
- Tonecas & Cª.
- Saídos da Casca
- Isto só Visto!
- Ó Zé Bate o Pé!
- Saídos da Caixa
- A Curva da Felicidade
- Absolutamente Fabulosos
- Noite de Reis
- Que Bonito Serviço

### Televisão
| Ano       | Projeto                       | Papel                                          | Notas                | Canal |
| --------- | ----------------------------- | ---------------------------------------------- | -------------------- | ----- |
| 1987      | Cá Estão Eles!                | Vários Papéis                                  |                      | RTP1  |
| 1988      | Passerelle                    | Paulo «Paulinho»                               | Elenco Principal     | RTP1  |
| 1988      | Sétimo Direito                | Fernando                                       | Elenco Principal     | RTP1  |
| 1988      | Os Homens da Segurança        | Antunes                                        | Elenco Adicional     | RTP1  |
| 1988-1989 | O Professor Turbulento        | Senhor Zé                                      | Elenco Principal     | RTP1  |
| 1990      | O Posto                       | Guarda Covilhã                                 | Elenco Principal     | RTP1  |
| 1990      | O Cacilheiro do Amor          | Octávio                                        | Elenco Principal     | RTP1  |
| 1990      | Euronico                      | Vários Papéis                                  |                      | RTP1  |
| 1990      | Duarte e Companhia            |                                                |                      | RTP1  |
| 1992      | Aqui Há Gato                  | Cunha                                          | Elenco Principal     | RTP1  |
| 1993      | Sozinhos em Casa              | Silvestre                                      | Elenco Adicional     | RTP1  |
| 1994      | Nico d'Obra                   | Agente do lutador                              | Elenco Adicional     | RTP1  |
| 1994      | Desculpem Qualquer Coisinha   | Hélder Augusto                                 | Elenco Adicional     | RTP1  |
| 1994      | Cabaret                       | Vários Papéis                                  | Elenco Adicional     | RTP1  |
| 1994      | Na Paz dos Anjos              | Fernando de Alencastre                         | Elenco Principal     | RTP1  |
| 1994-1995 | Isto é o Agildo               | Vários Papéis                                  | Elenco Principal     | RTP1  |
| 1995      | Os Malucos do Riso            | Vários Papéis                                  | Pequena Participação | SIC   |
| 1996      | Sai da Minha Vida             | Rui                                            | Pequena Participação | SIC   |
| 1996      | A Mulher do Senhor Ministro   | Paulo                                          | Pequena Participação | RTP1  |
| 1996-2000 | As Lições do Tonecas          | Tonecas                                        | Protagonista         | RTP1  |
| 1999-2000 | O Recreio do Tonecas          | Tonecas                                        | Protagonista         | RTP1  |
| 1999      | Companhia do Riso             | Vários Papéis                                  | Pequena Participação | RTP1  |
| 2000      | Não És Homem, Não És Nada     |                                                | Pequena Participação | RTP1  |
| 2001      | Conde de Abranhos             | Albino Peixoto                                 | Elenco Principal     | RTP1  |
| 2001      | Alves dos Reis, Um Seu Criado | Juvenal                                        | Elenco Principal     | RTP1  |
| 2001      | Patilhas e Ventoinha          | Ventoinha                                      | Protagonista         | RTP1  |
| 2001-2002 | O Processo dos Távoras        | Marquês de Alorna                              | Elenco Principal     | RTP1  |
| 2001-2002 | Filha do Mar                  | Carlos Jorge «Cajó» Costa Antunes / «Migalhas» | Elenco Principal     | TVI   |
| 2002      | Super Pai                     | Alberto                                        | Elenco Adicional     | TVI   |
| 2002      | Sociedade Anónima             | Parente                                        | Elenco Adicional     | RTP1  |
| 2003-2007 | Praça da Alegria              | Vários Papéis                                  | Ator Convidado       | RTP1  |
| 2003-2007 | Portugal no Coração           | Vários Papéis                                  | Ator Convidado       | RTP1  |
| 2011      | Os Compadres                  | Gastão                                         | Elenco Adicional     | RTP1  |
| 2012      | Agora É A Sério               | Mascarenhas                                    | Elenco Principal     | RTP1  |
| 2013-2016 | Bem-Vindos a Beirais          | Júlio Gameiro                                  | Elenco Principal     | RTP1  |
| 2016      | Donos Disto Tudo              | Vários Papéis                                  | Ator Convidado       | RTP1  |
| 2020-2021 | Crónica dos Bons Malandros    | Bananas                                        | Elenco Principal     | RTP1  |
| 2020-2021 | Golpe de Sorte                | Padre Alexandre Bento                          | Elenco Principal     | SIC   |
| 2021      | Cá Por Casa                   | Peixeiro                                       | Ator Convidado       | RTP1  |
| 2021      | Ao Largo                      | Tomé                                           | Elenco Principal     | RTP1  |
| 2021-2022 | Pôr do Sol                    | Sebastião                                      | Elenco Principal     | SIC   |
| 2021-2022 | Patrões Fora                  | Ernesto                                        | Elenco Principal     | SIC   |
| 2023      | Marco Paulo                   | Farmacêutico                                   | Elenco Adicional     | SIC   |

### Publicidade
- Volkswagen Golf, 1990
- Telecel, 1993-1994
- Nova Rede, 1994
- Banco Totta & Açores, 1994
- Turismo de Portugal, 1995
- Banco Espírito Santo, 1995
- Sporting Clube de Portugal, 1996
- Telecel, 1996
- Diário de Notícias, 1997
- Toyota, 1997